# Exocentrus dalbergiae
Exocentrus dalbergiae är en skalbaggsart som beskrevs av Fisher 1931. Exocentrus dalbergiae ingår i släktet Exocentrus och familjen långhorningar. Inga underarter finns listade i Catalogue of Life.